# Кобьяк
Кобья́к (фр. и окс. Caubiac) — коммуна во Франции, находится в регионе Юг — Пиренеи. Департамент — Верхняя Гаронна. Входит в состав кантона Кадур. Округ коммуны — Тулуза.
Код INSEE коммуны — 31126.

## География
Коммуна расположена приблизительно в 580 км к югу от Парижа, в 32 км к северо-западу от Тулузы.
На северо-западе коммуны протекает небольшая река Маргесто (фр. Marguestau).

## Климат
Климат умеренно-океанический. Зима мягкая и снежная, весна характеризуется сильными дождями и грозами, лето сухое и жаркое, осень солнечная. Преобладают сильные юго-восточные и северо-западные ветры.

## Население
Население коммуны на 2010 год составляло 296 человек.
| 1962 | 1968 | 1975 | 1982 | 1990 | 1999 | 2010 |
| ---- | ---- | ---- | ---- | ---- | ---- | ---- |
| 192  | 177  | 158  | 130  | 154  | 194  | 296  |

## Экономика
В 2010 году среди 171 человека трудоспособного возраста (15—64 лет) 142 были экономически активными, 29 — неактивными (показатель активности — 83,0 %, в 1999 году было 69,8 %). Из 142 активных жителей работали 130 человек (76 мужчин и 54 женщины), безработных было 12 (2 мужчин и 10 женщин). Среди 29 неактивных 8 человек были учениками или студентами, 7 — пенсионерами, 14 были неактивными по другим причинам.

## Достопримечательности
- Церковь Св. Петра